# Договорной матч
Договорно́й матч (договорна́я игра́) — спортивное состязание, результат которого предопределён заранее в результате сговора соперников между собой и, возможно, с третьей стороной (букмекером, судьёй и т. д.). Договорные матчи являются серьёзным нарушением правил спортивных состязаний, их организация может являться преступлением. В то же время, доказать факт сговора обычно крайне трудно.

## Причины

### Финансовые
Сговор с букмекерами, подкуп соперниками или третьей стороной, которой выгодно поражение данного участника. Типичным вариантом при использовании тотализатора является намеренный проигрыш явного фаворита, на которого ставит большинство; немногие, поставившие на его проигрыш, в том числе сам фаворит (действующий, разумеется, через подставных лиц), получают в результате существенный выигрыш за счёт обмана ожиданий большинства. В то же время стимулирование третьей стороной — когда участник получает деньги за победу в матче — обычно не запрещено, хотя и встречает неоднозначное отношение. Во многих спортивных правилах прямо запрещена игра на ставку, независимо от того, ставит играющий на свой выигрыш или нет.

### Турнирные
При проведении соревнования по круговой системе участникам иногда бывает выгодно сыграть договорную ничью. Если за победу начисляется существенно больше очков, чем за ничью (например, 3 за победу, 1 за ничью), может оказаться выгодной организация двух договорных игр с победой каждой из сторон.
В некоторых случаях договорная игра может явиться следствием правил турнира (дополнительных показателей). Так, первый подобный скандал разразился на чемпионате мира по футболу 1982 года: сборные Западной Германии и Австрии сыграли матч третьего тура группового этапа, завершившийся победой немцев с устраивавшим обе команды счётом 1:0, но большую часть времени откровенно перекатывали мяч по полю и не предпринимали активных действий, что вызвало гнев и массовое недовольство болельщиков. С этого момента в ФИФА и УЕФА ввели правило о проведении всех матчей последнего тура группового этапа в одно и то же время.
Также на Чемпионате Европы по футболу 2004 года в одной из групп перед последним туром сложилась ситуация, когда ничья между Данией и Швецией со счётом 2:2 или более крупным выводила в четвертьфинал обе эти сборные вне зависимости от результата игры Италии и Болгарии. Матч в итоге и закончился со счётом 2:2, что вызвало возмущение итальянцев, однако доказать, что матч был договорным, не удалось.

## Борьба с договорными матчами
Доказать факт проведения договорной игры обычно трудно, прямые доказательства, как правило, отсутствуют. К косвенным признакам сговора можно, например, отнести:
- слабую игру и поражение команды, досрочно выигравшей чемпионат, в матче с аутсайдером, ведущим борьбу за сохранение места в лиге;
- завершение матча с редко встречающимся счётом (например, 5:3 в футболе) и необычно большие денежные суммы, поставленные на этот счёт в букмекерских конторах;
- отказ большинства букмекеров принимать ставки на данный матч.

Все эти факты, однако, могут быть объяснены и другими причинами (например, поражение чемпиона — утратой игроками мотивации или желанием тренера дать возможность сыграть игрокам запаса) и не могут служить юридическими доказательствами.
Существуют сайты, предлагающие свои платные услуги по распространению информации о якобы договорных матчах, вероятно, большинство из них является мошенническими — другие сайты раскрывают схемы работы таких «услуг».
В России в структуре Российского футбольного союза в течение нескольких лет существовал экспертный совет по выявлению договорных матчей, который анализировал странные матчи постфактум. В январе 2013 года в Государственную думу РФ был внесён законопроект о борьбе с договорными матчами, а Российская футбольная премьер-лига выступила с инициативой организовать горячую линию для помощи в профилактической работе по выявлению договорных матчей.

## Некоторые известные скандалы

### Англия
- Коррупционный скандал в английском футболе (1905)
- Скандал с договорным матчем в Англии (1915)

### Болгария
- Иван Илиев на чемпионате мира по вольной борьбе 1969 года

### Италия
- Коррупционный скандал в итальянском футболе 1980 года (Тотонеро-1980) — первый в истории итальянского футбола крупный скандал, связанный с договорными матчами.
- Коррупционный скандал в итальянском футболе (2006)

### Россия
- Российский футбольный телекомментатор В. Уткин назвал матч между ЦСКА и ФК «Ростов», завершившийся победой москвичей, договорным (2006).
- ФК «Ростов» был заподозрен в продаже матча ФК «Амкар» (2010)[2][3]
- Киберспортсмен Алексей «Solo» Березин в 2013 году поставил против себя 100 долларов и проиграл, демонстрируя откровенно слабую игру. Число 322 (сумма его выигрыша) стало мемом Dota 2 и синонимом для договорных матчей.
- В 2013 году грянул скандал, когда стало известно о договорном матче командами Премьер-лиги между Амкаром и Анжи. Первыми о договорном характере поединка заговорили букмекеры, вскоре к ним присоединились журналисты и футбольные фанаты. Был создан специальный комитет, который вскоре был распущен, а расследование в отношении подозрительной встречи было отменено. По итогу никто так и не был наказан.[4][неавторитетный источник]

### США
- Скандалы в баскетбольной лиге NCAA в 1940—1950-х (см. Билл Спайви, Шерман Уайт)

### Украина
- В ходе расследования, проведённого Национальной полицией Украины, в проведении договорных матчей были уличены 35 профессиональных клубов страны из 52 имеющихся, то есть 67 % (2018).[5][6]

### Япония
- Скандал в японском сумо в начале 2011 года, когда за участие в договорных схватках целая группа борцов была отправлена в отставку (см. Ямамотояма Рюта)